# Люксембург на летних Олимпийских играх 1992
Люксембург принимал участие в Летних Олимпийских играх 1992 года в Барселоне (Испания) в восемнадцатый раз за свою историю, но не завоевал ни одной медали. Сборная страны состояла из 6 спортсменов (5 мужчин, 1 женщина).

## Состав и результаты

### Плавание
Мужчины
| Спортсмен | Соревнование         | Предварительный раунд | Предварительный раунд | Полуфинал | Полуфинал | Финал     | Финал     |
| Спортсмен | Соревнование         | Результат             | Место                 | Результат | Место     | Результат | Место     |
| --------- | -------------------- | --------------------- | --------------------- | --------- | --------- | --------- | --------- |
| Ив Клосс  | 50 м вольным стилем  | DSQ                   | DSQ                   | Не прошёл | Не прошёл | Не прошёл | Не прошёл |
| Ив Клосс  | 100 м вольным стилем | 51.47                 | 6                     | Не прошёл | Не прошёл | Не прошёл | Не прошёл |
| Ив Клосс  | 200 м вольным стилем | 1:54.45               | 4                     | Не прошёл | Не прошёл | Не прошёл | Не прошёл |

DSQ = Диквалифицирован — спортсмен дисквалифицирован за несоблюдение правил.

### Стрельба
Мужчины
| Спортсмен       | Соревнование                  | Предварительный раунд | Предварительный раунд | Финал     | Финал     |
| Спортсмен       | Соревнование                  | Результат             | Место                 | Результат | Место     |
| --------------- | ----------------------------- | --------------------- | --------------------- | --------- | --------- |
| Жан-Клод Кремер | пневматическая винтовка, 10 м | 584                   | 27                    | Не прошёл | Не прошёл |
| Мишель Думл     | смешанный трап                | 140                   | 29                    | Не прошёл | Не прошёл |
| Констан Вагнер  | пневматический пистолет, 10 м | 570                   | 35                    | Не прошёл | Не прошёл |

### Стрельба из лука
Женщины
| Спортсмен             | Соревнование              | Предварительный раунд | Предварительный раунд | 1/64               | 1/32               | 1/16               | Четвертьфинал      | Полуфинал          | Финал/BM           | Финал/BM  |
| Спортсмен             | Соревнование              | Результат             | Место                 | Соперник Результат | Соперник Результат | Соперник Результат | Соперник Результат | Соперник Результат | Соперник Результат | Место     |
| --------------------- | ------------------------- | --------------------- | --------------------- | ------------------ | ------------------ | ------------------ | ------------------ | ------------------ | ------------------ | --------- |
| Жаннетт Герген-Филипп | индивидуальное первенство | 1,261                 | 38                    | Не прошла          | Не прошла          | Не прошла          | Не прошла          | Не прошла          | Не прошла          | Не прошла |